# Pablo Caballero
Pablo Caballero, vollständiger Name Pablo Eduardo Caballero Sebastiani (* 21. November 1987 in Montevideo) ist ein uruguayischer Fußballspieler.

## Karriere
Der nach Angaben seines Vereins 1,80 Meter große Mittelfeldspieler begann seine Laufbahn 2006 beim seinerzeitigen Zweitligisten Club Atlético Cerro. Direkt in der ersten Saison stieg er 2007 mit seinem Verein auf und spielte fortan für die Montevideaner bis 2011 in der Primera División. Seit der Rückrunde der Saison 2007/08 bis zur Clausura 2011 sind für ihn 94 und 16 Tore in der Ersten Liga verzeichnet. Die erfolgreichste Zeit seiner Vereinszugehörigkeit begann sodann mit der Spielzeit 2008/09, als man in der Abschlusstabelle Rang drei belegte. Man gewann die Copa Artigas 2009 (Liguilla Pre Libertadores 2009; Bilanz Caballeros: neun Spiele, zwei Tore) und qualifizierte sich somit für den internationalen Wettbewerb der Copa Libertadores, in dem „Ardilla“ Caballero sechs Spiele bestritt und ein Tor erzielte. Im Torneo Clausura 2010 wurde man dann sogar Vizemeister. Mitte 2011 wechselte er innerhalb der Stadt zum Ligakonkurrenten Defensor Sporting. Bereits nach einer Saison und lediglich fünf Einsätzen kehrte er jedoch 2012 zu Cerro zurück. Dort absolvierte er in der Spielzeit 2012/13 29 Ligapartien und erzielte sieben Tore.(Stand: 18. Mai 2013) Zur Spielzeit 2013/14 wurde sein Wechsel nach Italien für ein Jahr auf Leihbasis zu Reggina Calcio vermeldet. Bei den Italienern wurde er in zwei Begegnungen (kein Tor) der Coppa Italia und viermal in der Serie B eingesetzt. Im Januar 2014 kehrte er zu Cerro zurück und absolvierte dort in der Clausura 2014 sieben Erstligapartien (kein Tor). In der Spielzeit 2014/15 kam er zehnmal (kein Tor) in der Primera División zum Zug. Mitte Januar 2015 wechselte er leihweise nach Ecuador zu Independiente del Valle und unterschrieb einen Vertrag für eine Spielzeit. Dort lief er in 36 Ligaspielen (neun Tore) und zwei Partien (kein Tor) der Copa Libertadores 2015 auf. Nachdem Caballero nach Ende der Leihe im Januar 2016 zunächst zu Cerro zurückgekehrt war, verpflichtete ihn Anfang Februar 2016 der Racing Club. In der Clausura 2016 absolvierte er für die Montevideaner zwölf Erstligaspiele und traf zweimal ins gegnerische Tor. Ende Juli 2016 wechselte er erneut zum Club Atlético Cerro, für den er in der Saison 2016 14 Erstligaspiele (drei Tore) bestritt. Ab Jahresbeginn 2017 setzte er seine Karriere beim Murciélagos FC fort. Die Mexikaner setzen ihn bislang (Stand: 22. Januar 2017) dreimal (kein Tor) in der Liga ein.

## Erfolge
- Copa Artigas 2009